# CRH plc
CRH plc er en irsk multinational producent af byggematerialer med hovedkvarter i Dublin. De fremstiller en bred række af byggematerialer, hvilket omfatter cement, tilslag, beton, asfalt og kalk (lime). Koncernen blev skabt i 1970, da to irske virksomheder, Cement Limited (etableret i 1936) og Roadstone Limited (etableret i 1949), blev fusioneret.